# Осман-паша Казанац
Осман-паша Паповић (Казанци, 1620 — Јегра, 1. август 1687), познат као и Осман-паша Казанац (рођ. Јаков Паповић), рођен је у селу Казанци, дијелу Старе Херцеговине, данашњем селу у општини Гацко.

## Биографија
Осман-паша казан рођен је 1620. године, а према неким изворима 1627. у Казанцима као Јаков Паповић, од оца кнеза Павла Паповића. Када је имао 13. година Турци јањичари су га одвели у Истанбул, где је добио име Осман. Како се показао као врло бистар и храбар Турци су га школовали, а због заслуга у бици код града Казања султан му је дао звање паше, и три дара — земљу у Цариграду, доброг коња и да бира пашалук. Он је изабрао родну Херцеговину, гатачки кадилук, а по селу у коме је рођен прозван је Осман-паша Казанац.
Био је валија у Дамаск ејалету (1676–1678, 1683), Анадолијском ејалету (1678–1680), Египатском ејалету (1680–1683), Дијарбекир ејалету (1683), Босанском ејалету (1684), Јегарском ејалету (1685). Учествовао је у борбама за освајање Беча. За време великог турског рата Осман-паша био је паша Јегарског пашалука. Након што је заробљен на путу, погубљен је 1. августа 1687. године, у тврђави у Јегри.
Паша је, такође, саградио извор који се налази на простору између цркве и џамије, а који се назива Пашин извор или Стубањ. Иза себе је оставио и неколико грађевина у Анадолији и Румелији и чесму код своје куће у Стамболу.
Осман-паша Казанац, познат и као (Осман-паша Херцеговац), био је ожењен са ћерком Кара Мустафа-паше; са којом је имао више синова.

## Задужбине
Осман-паша Паповић је оставио многе задужбине. У родним Казанцима је саградио џамију и цркву. Џамију је запалио Бајо Пивљанин.